# 邁加拉 (希臘神話)
邁加拉（Megara）是希臘神話中的一個人物。她是底比斯國王克瑞翁的女兒，嫁給了希臘神話英雄赫拉克勒斯。

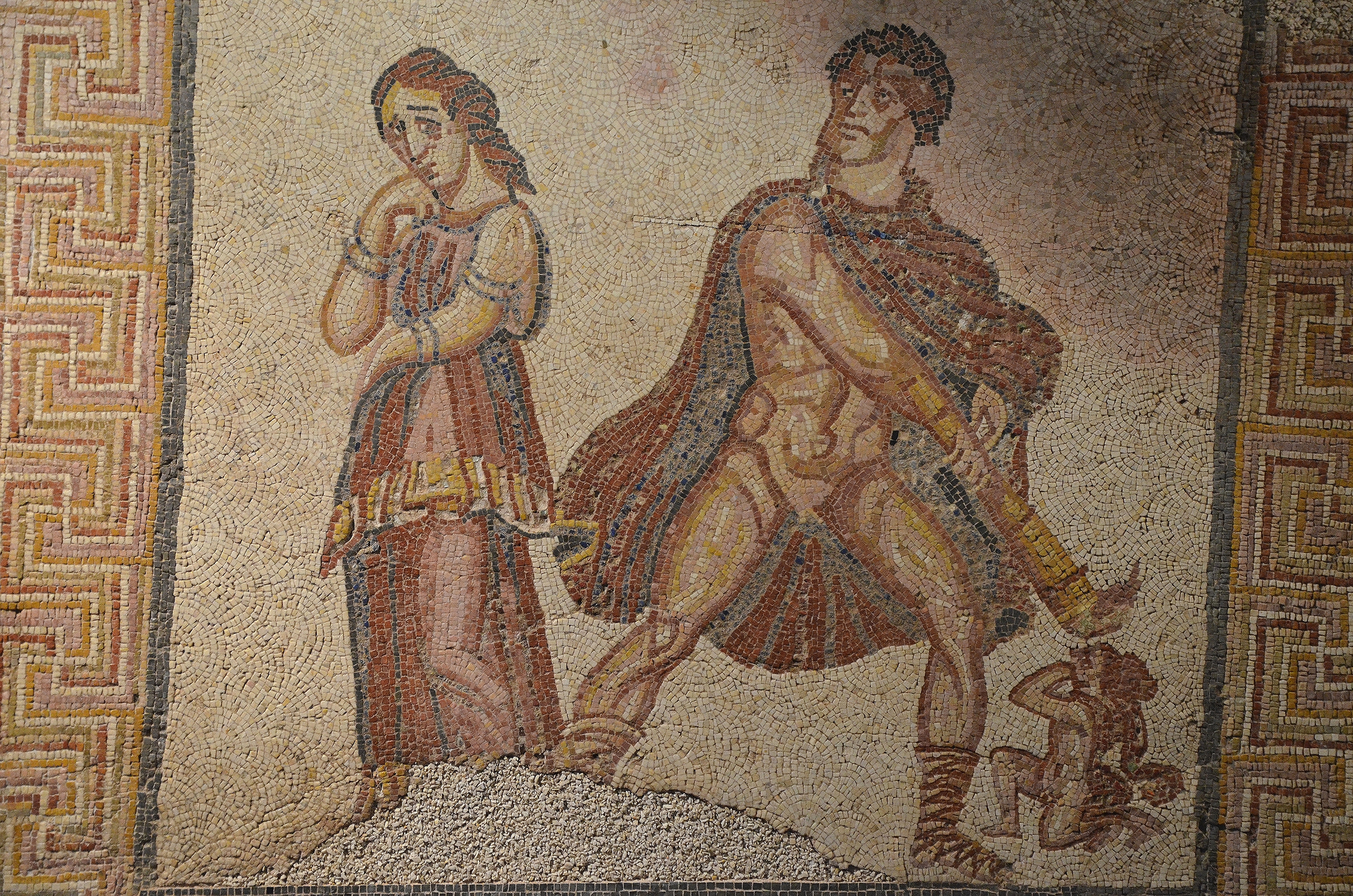
邁加拉與赫拉克勒斯

由於天后赫拉的詛咒，赫拉克勒斯陷入了瘋狂，殺害了邁加拉以及兩人的孩子。為了贖罪，赫拉克勒斯前往梯林斯效忠歐律斯透斯，並在後者的要求下開始了自己的十二項試煉。